# Ortanca, İpekyolu
Ortanca là một xã thuộc huyện İpekyolu, tỉnh Van, Thổ Nhĩ Kỳ. Dân số thời điểm năm 2011 là 2.112 người.